# Cerceris elegans
Espèce
Cerceris elegans est une espèce d'insectes hyménoptères de la famille des Crabronidae. Elle est trouvée en Russie.